# Per-Olof Jarle
Per-Olof (Johansson) Jarle, född 22 november 1919 i Kristinestad, död 2003, var en finländsk forskningsledare.
Jarle, som var son till lantmäteriingenjör Karl-August Johansson och arkitekt Mildred Grönholm, blev student 1938, diplomarkitekt 1948 och teknologie doktor 1952. Han var forskningsarkitekt vid Statens tekniska forskningsanstalt 1947–1958, tillförordnad laboratoriechef 1958–1962 samt professor och direktör för byggnadstekniska laboratoriet från 1962. Han var speciallärare i byggnadsekonomi vid Tekniska högskolan i Helsingfors 1958–1964.
Jarle var medlem av finländska statliga kommittéer, bland annat Arava-räntekommittén 1953–1954, kommunalteknikkommittén 1965 och försöksbyggnadskommittén från 1966. Han skrev bland annat Till frågan om bedömning av hyreslägenheternas värde (1951), Kerrostaloasuntojen kustannuksista (1955) och Omakotirakennuksen suunnittelun taloudelliset perusteet (1957). Han examensarbete Kristinestads byggnadshistoria (1948) trycktes 2006. Han invaldes som ledamot av Svenska tekniska vetenskapsakademien i Finland 1962.